# 荷式鬆餅

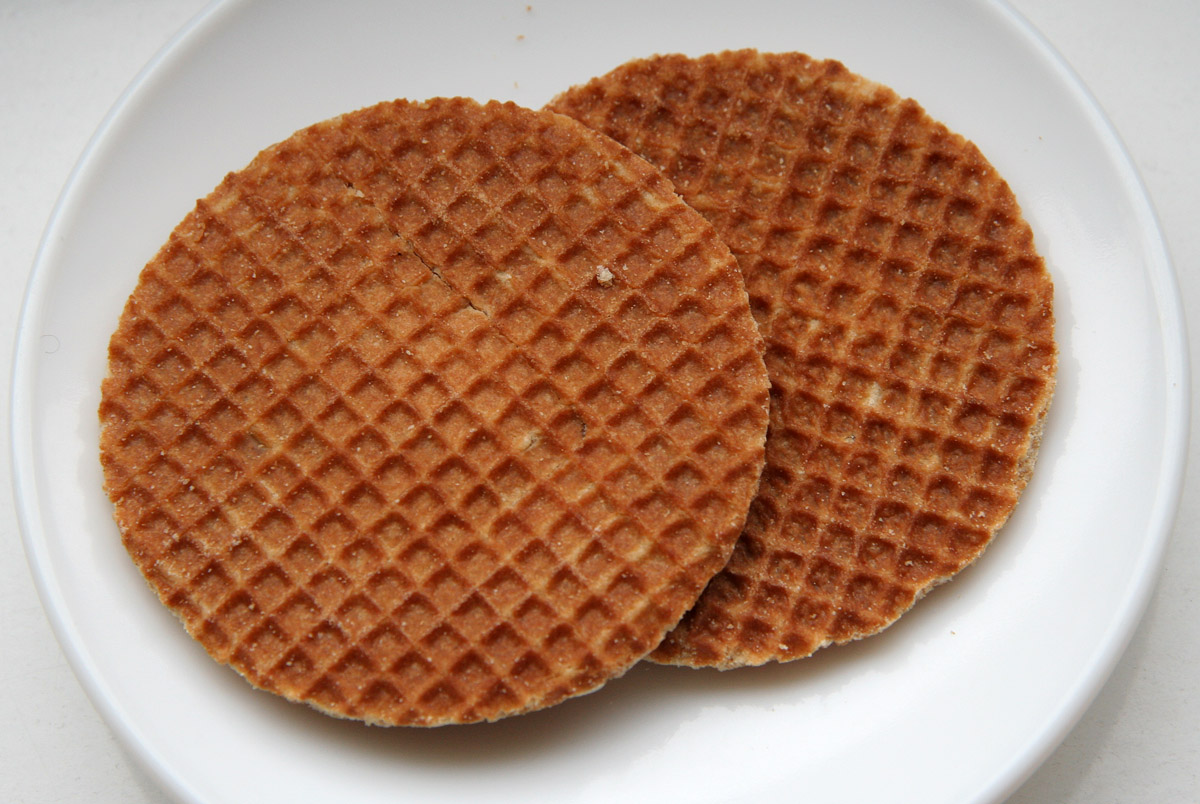
兩片荷式鬆餅

荷式鬆餅、荷蘭鬆餅、或荷蘭華夫餅（荷蘭語：Stroopwafels，pronunciationⓘ，翻譯成英文則為Syrup waffles）是由兩片薄且脆的鬆餅，夾著含有紅糖的麥芽糖漿。最早出現在荷蘭的豪達（Gouda）地區，為流行於荷蘭與比利時荷語區的點心，和比利時的華夫餅在外觀上非常相似。

## 歷史
荷式鬆餅最早出現於荷蘭的豪達地區，但什麼時候發明的則有兩種說法，一是起源於1784年，一位不知名的麵包師傅利用剩下的甜麵團與糖漿製成；另一種說法是由一位名叫吉拉德·康福依森（Gerard Kamphuisen）的麵包師傅，於1810年至1840年間，利用製作威化餅（wafer）所剩下的材料所製成。由於荷式鬆餅最初是利用剩餘材料所製成，屬於廢物利用，故相當便宜。一推出後就受到窮人們的歡迎，因此早期又稱為窮人的威化餅。1870年之後，荷式鬆餅開始在豪達以外的地區出現，並很快的就成為荷蘭著名的點心，在許多露天市集都有現做的荷式鬆餅攤位，超級市場裡也可以買到由工廠所製造的產品。

## 製法

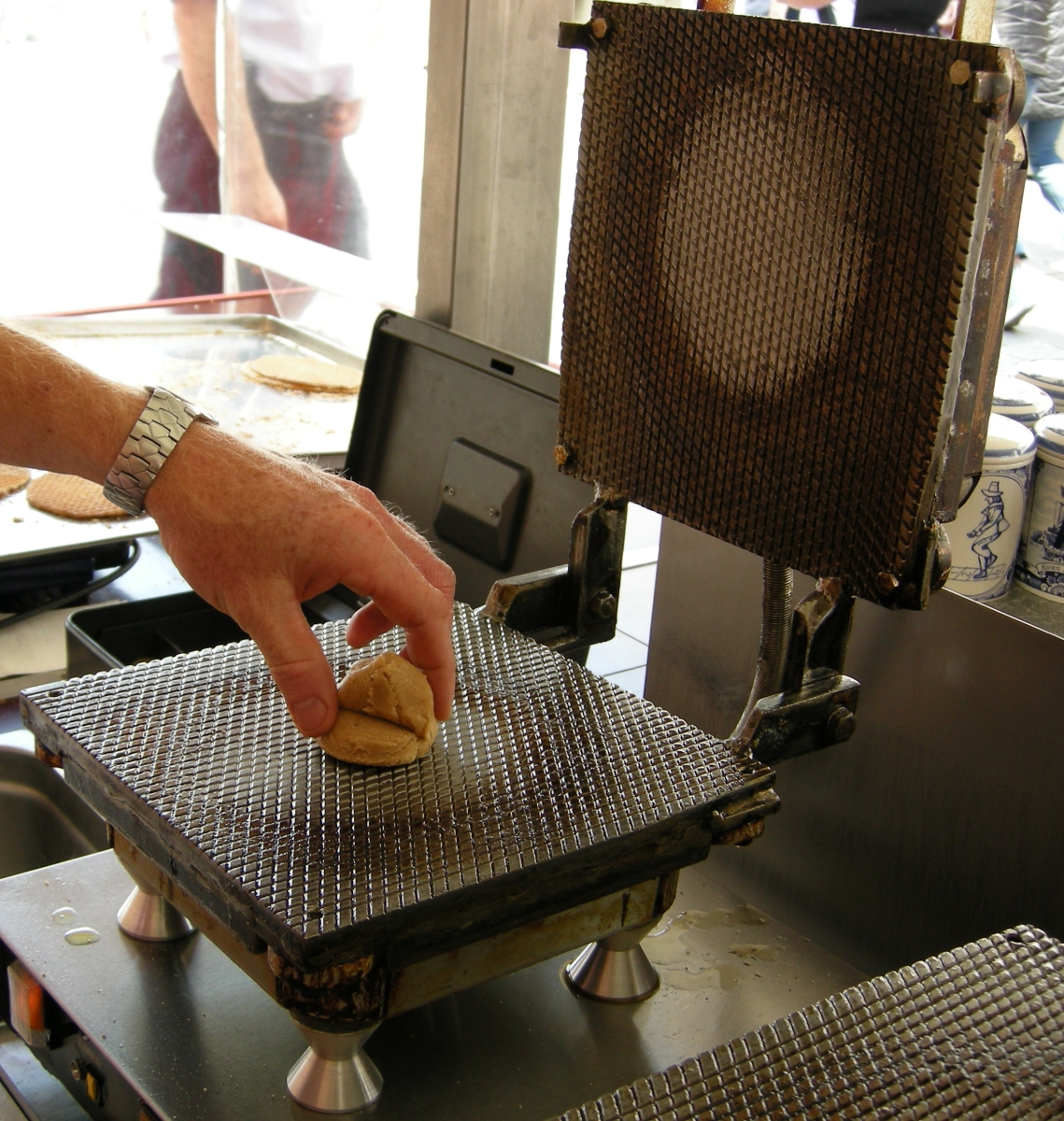
一個麵團放進鐵製鬆餅烘板的中央

荷式鬆餅的鬆餅皮是由麵粉、奶油、紅糖、酵母、牛奶、與雞蛋揉合成麵團，取中等大小的麵團放進對開式，具格子花紋的鐵製鬆餅烘板，烘板閉合後開始烤麵團，但在尚未變脆之前將其對切，並在一面抹上由麥芽糖漿、紅糖、奶油、與肉桂調製而成的糖漿，再把烘板閉合，等到鬆餅皮變得酥脆時，糖漿也已將兩片餅皮黏合，此時就可以將鬆餅取出。通常一個荷式鬆餅的直徑為10公分，但也有5到25公分不等的尺寸。

## 吃法
荷式鬆餅的傳統吃法為泡一杯熱茶或熱咖啡，在杯口蓋上一片荷式鬆餅，讓熱氣將餅中的糖漿融化，再配茶與咖啡食用。不想讓水蒸汽泡軟鬆餅的話，也可以利用烤箱或微波爐略為加熱，亦有同樣的效果。從2006年開始，在荷蘭的超市中也出現一種由兩塊鬆餅夾住的雪糕，荷文稱為stroopwafelijs。在美國紐約，則出現一種將迷你荷式鬆餅沾上各種巧克力的餅乾，稱之為荷蘭月餅（Dutch moon cookies）。

## 外部連結
- How stroopwafels are made. （页面存档备份，存于） （英文）(video)
- How to Eat a Stroopwafel （英文）(video)
- Dutch Stroopwafels （英文）(recipe)